# Ramaria subbotrytis

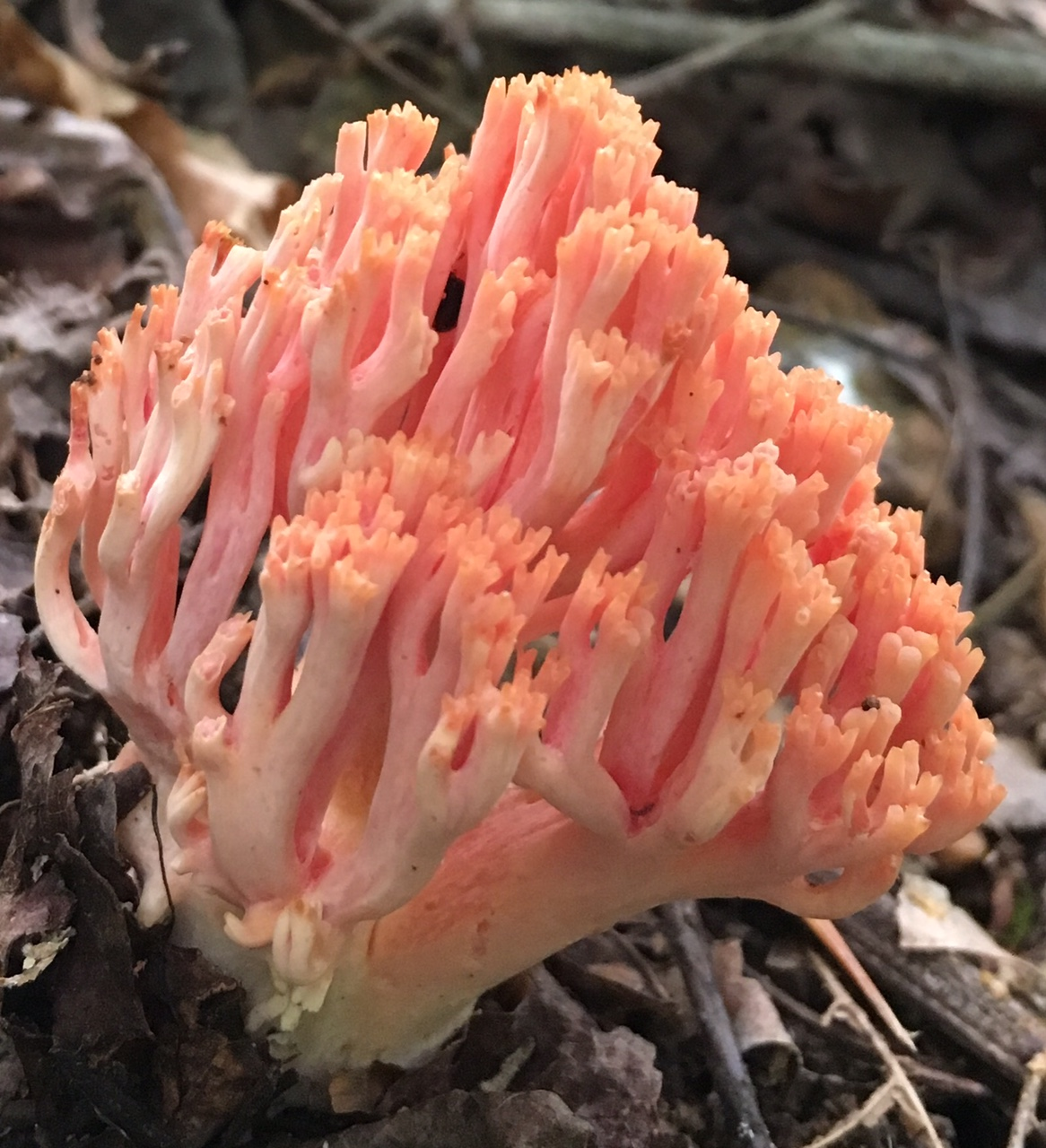

Ramaria subbotrytis (Coker) Corner – gatunek grzybów należący do rodziny siatkoblaszkowatych (Gomphaceae).

## Systematyka i nazewnictwo
Pozycja w klasyfikacji według Index Fungorum: Ramaria, Gomphaceae, Gomphales, Phallomycetidae, Agaricomycetes, Agaricomycotina, Basidiomycota, Fungi.
Po raz pierwszy opisał go w 1923 r. William Chambers Coker, nadając mu nazwę Clavaria subbotrytis. W 1950 r. Edred John Henry Corner przeniósł go do rodzaju Ramaria.

## Morfologia
Owocnik
Klawarioidalny o wymiarach 7,5 × 5,5 cm, krzaczkowaty, wielokrotnie rozgałęziony, w zarysie jajowaty. Trzon 20 × 15 mm, wydatny, pojedynczy, gruby, lekko ukorzeniony, gładki, ale nie nagi na całej powierzchni, rozgałęziający się u samej podstawy na dwie główne gałęzie. Poniżej podłoża jest biały, powyżej tej samej barwy co gałęzie, ze śladami brązowienia na małych gałązkach mniejszej głównej gałęzi i na głównej części trzonu. Miąższ trzonu w stanie świeżym biały, bardzo kruchy, po wysuszeniu twardy. Główne gałęzie cztery, wzdłużnie prążkowane, wznoszące się, ale nie wyprostowane, na całej powierzchni cielistoróżowe, z wiekiem blaknące, kremowo-ochrowe, z wyjątkiem najwyższych gałęzi i wierzchołków. Miąższ gałęzi w dolnej części białawy, w górnej różowawy. Kąty wyrastania gałęzi zaokrąglone, odległości między rozgałęzieniami ku górze dość gwałtownie zmniejszają się. Wierzchołki nieco wydłużone, palcowane, dwu-lub trzydzielne, tej samej barwy co górne gałęzie lub nieco jaśniejsze. Zapach brak, smak lekko gorzki lub kwaśny.
Cechy mikroskopowe
Wysyp zarodników cynamonowoochrowy. Podstawki 40 × 8 µm, maczugowate, często kręte, bez sprzążek, w młodym wieku nieco refrakcyjne, z 4 sterygmami. Bazydiospory 8,3–10,1 × 3,2–5,2 µm, cylindryczne do wąsko elipsoidalnych, często napęczniałe, o prawie gładkim profilu, z zawartością jednorodną lub z niewyraźnymi gutulami i wakuolami. Ścianka o grubości do 0,3 µm, wyrostek wnęki ekscentryczny, stopniowany, powierzchnia pokryta silnie cyjanofilnymi, skomplikowanymi, krętymi grzbietami i rozproszonymi brodawkami pokrywającymi rozległą powierzchnię ścian.
Strzępki w tramie trzonu o średnicy 2,5–9 µm, cienkościenne lub nieco grubościenne (ścianka do 0,5 µm), bezbarwne, bez sprzążek, ampułkowato napęczniałe do 13 µm, gładkie lub słabo i niewyraźnie ornamentowane. Występują strzępki gleocystydialne w postaci krótkich odcinków strzępek w pobliżu przegród. Strzępki gałęzi górnej o średnicy 3–15 µm, cienkościenne, szkliste, bez sprzążek, ściśle równoległe, przylegające.
Gatunki podobne
Ramaria subbotrytis jest nieco podobna do koralówki czerwonowierzchołkowej (R. botrytis), która ma wierzchołki gałęzi fioletowo-czerwonone, a nie na różowe, a gałęzie kremowe, a nie cielistoróżowe. Różni się też zarodnikami, których powierzchnia jest ozdobiona prążkami. Koralówka strojna (R. formosa) jest znacznie bardziej krucha i ma żółte końcówki w niedojrzałych stadiach, a także głębszy różowy kolor oraz węższe i gładsze i cynamonowe zarodniki, niż R. subbotrytis.

## Występowanie i siedlisko
Podano jego stanowiska w Ameryce Północnej, Europie i Azji. Brak go w opracowanym w 2003 r. przez Władysława Wojewodę wykazie wielkoowocnikowych grzybów podstawkowych Polski, ale jego stanowiska podano w późniejszych latach. Aktualne stanowiska podaje także internetowy atlas grzybów. Znajduje się w nim na liście gatunków zagrożonych i wartych objęcia ochroną.
Naziemny grzyb ektomykoryzowy, tworzący symbiozę z drzewami iglastymi. Jego współżycie z drzewami zostało dogłębnie zbadane. Badania wykazały, że mykoryzy różnych gatunków Ramaria są bardzo podobne morfologicznie i trudne do odróżnienia od siebie. Pod ziemią grzyby te tworzą grzybnię oplatającą korzenie drzew i wnikające do nich arbuskule.
Owocniki koralówek zamieszkiwane są głównie przez roztocze i skoczogonki. W ich jelitach wykryto zarodniki tych grzybów. Sugeruje to symbiotyczny związek między nimi. Prawdopodobnie bezkręgowce te biorą udział w rozprzestrzenianiu koralówek.